# Daniel Cámpora
Daniel Hugo Cámpora (San Nicolás, Argentina, 30 de junio de 1957) es un Gran Maestro Internacional de ajedrez argentino, con residencia actual en España. 
Le fue concedido el título de MI en 1982, y el título de GM en 1986. Alcanzó su mejor Elo, 2565, en julio de 1992. En la lista de Elo de la FIDE de enero de 2008 tenía 2535 puntos y ocupaba el cuarto puesto entre los argentinos.
Cámpora fue campeón argentino junior en 1975, campeón de Argentina absoluto en 1986 y 1989, y subcampeón en 1978 y 1987. Ha ganado el Torneo Internacional de Ajedrez Ciudad de Villarrobledo en dos ocasiones.
Ganó los torneos de Tuzla 1983 (+7 =2 -2), Niš 1985, Pančevo 1985 (+7 =6), Biel 1989, y salió tercero en el fuerte certamen de Biel 1987. 
Cámpora jugó para Argentina en ocho olimpíadas de ajedrez.
- En 1978, en mesa 4 en 23 olimpíada en Buenos Aires (+3 -3 =2);
- En 1982, en mesa 2 en 25 olimpíada en Lucerna (+7 -2 =4);
- En 1986, en mesa 1 en 27 olimpíada en Dubái (+6 -1 =6);
- En 1988, en mesa 1 en 28 olimpíada en Thessaloniki (+3 -4 =5);
- En 1992, en mesa 1 en 30 olimpíada en Manila (+3 -0 =9);
- En 1994, en mesa 1 en 31 olimpíada en Moscú (+7 -1 =1);
- En 2000, en mesa 2 en 34 olimpíada en Estambul (+3 -1 =5);
- En 2004, en mesa 2 en 36 olimpíada en Calviá (+4 -0 =6).

En Moscú 1994 ganó la medalla de oro individual en el primer tablero (7,5/9) y la medalla de plata por el mejor rendimiento Elo (2776); derrotó a Topálov y a Morozévich en sendas partidas. 
Obtuvo el Diploma al Mérito de los Premios Konex en 1990 como uno de los 5 mejores ajedrecistas de la década 1980-1989.